# San Giovanni in Persiceto
San Giovanni in Persiceto ist eine italienische Gemeinde mit 27.960 Einwohnern (Stand 31. Dezember 2023) in der Metropolitanstadt Bologna.

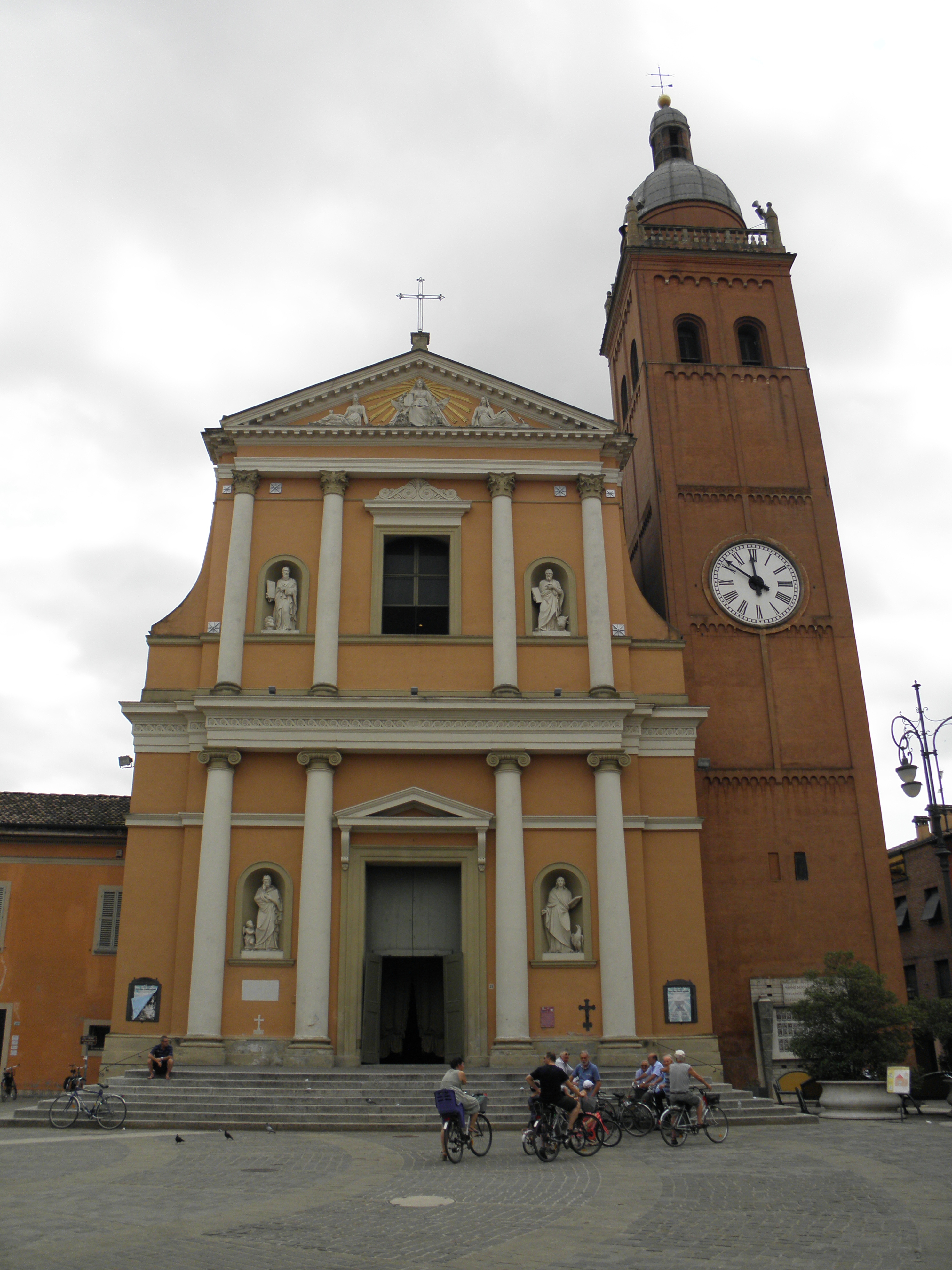
Stiftskirche St. Johannes der Täufer (Chiesa Collegiata di San Giovanni Battista)

## Verwaltung
- Bürgermeister: Renato Mazzuca, seit Juni/2009.
- Rathaus: Anrufzentrale 051 68.12.701
- Klimatische Einordnung: E Zone, 2187 GR/G

## Geschichte
Das Gebiet der Gemeinde San Giovanni in Persiceto wurde, zumindest in seinem südlichen Teil, schon in der Vorgeschichte bewohnt. Man fand Überreste der Zivilisation der Bronzezeit und der ersten Eisenzeit und anhand der Namenskunde wird die Besiedlung von keltischen Gemeinschaften für bewiesen gehalten. Die Besetzung des Gebiets durch die Römer wird durch die Spuren der Zenturiation bezeugt (2. Jahrhundert v. Chr.). Es existiert hingegen keine Spur von einer Ortschaft. Man kann davon ausgehen, dass ein vicus hier entstanden ist, aber kein oppidum.
Über den Ort Persiceto der Spätantike gibt es keine Quellen. Vielleicht wurden diese Gebiete und die Bevölkerungen durch die Völkerwanderungen betroffen, bestimmt aber durch Überschwemmungen, deren Folgen noch im östlichen Gebiet der Stadt zu spüren sind. Wasserabsperrbauwerke wurden unter der Herrschaft der Exarchat Ravenna errichtet. In byzantinischer Zeit durchquerte das Gebiet ein Schutzwall gegen die Langobarden, die ihn trotzdem mit Liutprand um 727 erstürmten und unter anderem auch das castrum Persicetum besetzten. Bis dahin war der Name der Stadt nicht dokumentiert. Wahrscheinlich stammt aus der langobardischen Zeit auch die typische Runddorf-Gestalt des historischen Ortskerns.

### 774–1700
Nach dem Fall des Langobardischen Königreichs (774) gehörte für lange Zeit der frühmittelalterliche Bezirk Persiceto (danach San Giovanni in Persiceto) der Grafschaft Modena an, die sich bis zum Samoggia erstreckte. Auf dem Gebiet Persiceto übte die Abtei von Nonantola ihre Herrschaft aus. Man kann jedoch davon ausgehen, dass es schon im 9. Jahrhundert der Grafschaft von Bologna übergeben wurde; tatsächlich ist es möglich, dass um die Hälfte dieses Jahrhunderts die Pfarrei von San Giovanni mit Hilfe der Bischöfe von Bologna schon entstanden war. Aus dieser Epoche stammen vielleicht die ersten Konzessionen für unbebaute und versumpfte Äcker seitens der Äbte von Nonantola (westlicher Teil) und der Bischöfe von Bologna (östlicher Teil) als Erbpacht an die Einwohner des Persicetos. Diese Äcker werden die künftige Partecipanza agraria (Stille Agrargesellschaft) bilden.
Nach einer kurzen Selbständigkeitsperiode (zwischen dem 11. und dem 12. Jahrhundert) wurde die Gemeinde San Giovanni in Persiceto der politischen Herrschaft von Bologna übergeben, deren Schicksal sie folgte. Sie kam später unter die Herrschaft der Pepolis, der Viscontis, der Bentivoglios und wurde Anfang des 16. Jahrhunderts in die Gebiete des Kirchenstaates eingegliedert. Das 'Schloss' oder 'Land' von S. Giovanni in Persiceto wurde vom 13. bis 14. Jahrhundert erweitert, indem ein zweiter Mauerkreis und andere externe Dörfer errichtet wurden, und die, genauso wie das Schloss, angeblich durch Gruben, Tore und Pfähle umgeben wurden. Allerdings erließ der Großrat von Bologna schon im zweiten Jahrzehnt des 15. Jahrhunderts, wegen des Aufstandes der Persicetani die externen Dörfer und die entsprechenden Pfähle zu zerstören, die Gruben auszufüllen und alle Gebäude, die als Burg dienen könnten, zu zerstören. Die Dörfer wurden erst 1481 vollkommen zerstört, doch unter der Herrschaft von Giovanni II. Bentivoglio wurde während der folgenden Jahre das Schloss wieder mit neuen Festungen und Erddämmen ausgestattet, so dass es die Gestalt annahm, die vier Jahrhunderte lang unverändert blieb. Den Bentivoglios verdankt man den Bau eines großen Palastes am Ende des 15. Jahrhunderts nach einem Entwurf von Gaspare Nadi, der 1612 von der Gemeinschaft erworben wurde und der, mehrmals modifiziert, heute immer noch als Rathaussitz dient. In den letzten Jahren der Herrschaft der Bentivoglios wurde die Ausgrabung des Cavamentos begonnen, ein Abwasserkanal für die niedergelegenen Grundstücke bei San Agata, Crevalcore und San Giovanni in Persiceto. Weite Gebiete im nördlichen Persiceto wurden bewohnbar und bebaubar, so dass in den letzten dreißig Jahren vom 16. Jahrhundert eine neue Kirche aufgebaut und die neue Pfarrei von San Matteo della Decima errichtet wurde. Aus Dankbarkeit gaben die Persicetani dem Giovanni II. Bentivoglio ein weites Stück Land, auf dem später das Schloss von „La Giovannina“ aufgebaut wurde.
Zwischen dem 15. und dem 16. Jahrhundert dehnten sich auch im Persiceto der Anbau und die Bearbeitung von Hanf aus, neue Anbaupflanzen wurden eingeführt (Maulbeerbaum, Reis, Mais), die Dichte des Grundstückseigentums wurde erhöht und das Halbpachtwesens verfestigt. Im 16. Jahrhundert wurde das Gebiet Persiceto durch viele fremde Armeen durchquert mit den Folgen einer Verarmung der Bevölkerung. Dies führte zum Untergang des historischen Stadtkerns, während der Wochenmarkt am Mittwoch, dank alter Vorrechte sich erhielt.

### 1700–1900
In den folgenden zwei Jahrhunderten begann eine bemerkenswerte Bauentwicklung, vor allem im Innern des Schlosses: Schritt für Schritt verschwanden die zahlreichen broletti (kleine Gemüsegärten) zwischen den Häusern, um Platz für neue Gebäude zu machen. Zugleich wurden alte mittelalterliche Gebäude zerstört, andere wurden irreparabel umgebaut. Kloster und Kirchen wurden aufgebaut (u. a. nach dem Abbau der alten Pfarrei die Collegiata); auf der Grundlage der alten Festung entstand das Krankenhaus San Salvatore (nun Sitz der Gemeindebibliothek „G.C. Croce“ und des historischen Archivs); das Bürgertheater wurde aufgebaut. Die unbeholfene Verwaltung der päpstlichen Legaten beeinflusste hingegen die Entwicklung der Landwirtschaft negativ, während in anderen Gebieten der Po-Ebene erneuernde Vorgänge ausgelöst wurden, die in der zweiten Hälfte des 18. Jahrhunderts eine agronomische Umwälzung verursachten: Jahrhundertelang bearbeiteten die Einwohner des Persiceto den Hanf, den sie auch anbauten. Im 18. Jahrhundert kamen zum Wochenmarkt die lokalen Hersteller von Leinwänden und die von anderen Ortschaften (z. B. Cento und Crevalcore), so dass der entsprechende Handel in den Ausschreibungen Sopra il regolamento della piazza (Über die Vorschriften des Platzes) und im Mercato della Terra di San Giovanni in Persiceto (Markt der Landstücke von San Giovanni in Persiceto) Erwähnung fanden. Die Leinwände, welche die lokale Nachfrage überschritt, wurden vor allem nach Venedig ausgeführt.
In der Napoleonszeit wurden die Pfarreien des Gebiets von San Giovanni und von Sant’Agata so verbunden, dass sie vier Kantone bilden konnten (1796). Die neue Gemeinde San Giovanni in Persiceto war kurze Zeit Teil des Departements der oberen Padusa, dessen Hauptort Cento war (1797), dann wurde er zum Hauptort der neuen Gemeinde von Samoggia. Zwischen 1798 und 1799 wurde das Leben der Gemeinschaft durch Ausschreitungen, Plünderungen, Beschlagnahmen und anderen Störungen berührt. In der zweiten Hälfte von 1799, nach dem Abzug der Franzosen und der Anhänger der Repubblica Cisalpina, wurde das Gebiet von Persiceto von den Österreichern und den Russen besetzt, die das ancien regime wieder einsetzen. Allerdings wurde im Juli 1800 die Gemeinde der Samoggia erneut restauriert. Nach der Bildung der Republik Italien (1802) kam San Giovanni in Persiceto wieder unter die Verwaltung von Cento, wo ein Vize-Verwaltungsamt errichtet wurde. Anfang des 19. Jahrhunderts, nach der Bildung des Königreichs Italien (März 1805), wurde es im Gebiet von Persiceto still. Nach dem Fall von Napoleon (1814) wurde im Juli 1815 die Verwaltung des Kirchenstaates restauriert.
In den Jahren zwischen 1796/1815 behielten zumeist trotz anderer Verwaltungsstrukturen wegen der Anpassungsfähigkeit dieselben Familien die öffentlichen Ämter. Mit dem Abbau der feudalen Privilegien und der Decime, der Beschlagnahme und der Verkäufe der kirchlichen Äcker, kam es zur Anhäufung des Landvermögens. Es wurde verstärkt Reis angebaut. Eine Krise folgte, bewirkt durch die nicht auskömmlichen Halbpachten und durch die neuen aber armen landwirtschaftlichen Hilfsarbeiter. Nach der Restauration unter dem Kirchenstaat wurden Arbeiten zur Verbesserung des „Schlosses“ ausgeführt, so dass 1838 der Ort den Titel Stadt von Papst Gregorius XVI erhielt. 1857 besuchte Pius IX.  Persiceto. Insgeheim wurden aber auch hier die Freiheitsideale und das Ziel der nationalen Einheit angestrebt. Einige jüngere Bürger aus Persiceto nahmen, noch ehe die Region Emilia-Romagna 1860 vom Königreich Sardinien annektiert wurde, an den Unabhängigkeitskriegen teil. Als jedoch die Steuer über das Gemahlene wieder eingeführt wurde, war San Giovanni in Persicetto die Kulisse eines Aufstandes der Bauern (7. Januar 1869).
Einige kleine Werkstätten wandelten sich zu Fabriken mit Fabrikarbeitern. So entwickelte sich aus der Nagelschmiede eine Fabrik zur Herstellung von eisernen Betten und Möbeln, die weit über die Grenze Italiens ausgeführt wurden. San Giovanni Persiceto erhielt den Spitznamen „Klein-Manchester der Emilia-Romagna“.
In den letzten Jahrzehnten des 19. Jahrhunderts wurde die Pflichtschule erweitert, die traditionsgemäß klassische Ausbildung wurde durch einen technischen Lehrplan ersetzt. Die Società di mutuo soccorso (Unfallversicherungsgesellschaft) zwischen Handwerksbetrieben und Fabrikarbeitern entstand. Im Karneval von 1874 wurden die ersten Faschingszüge veranstaltet. 1876 entstand die Società Ginnastica Persicetana (Turngesellschaft vom Persiceto). 1877 wurde die Cassa di Risparmio (Sparkasse) eröffnet. Zehn Jahre später konnte die Eisenbahnstrecke zwischen Bologna und San Giovanni – als Teil der Linie Bologna/Verona – eingeweiht werden.

## Töchter und Söhne der Gemeinde
- Clelia Barbieri (1847–1870), römisch-katholische Heilige
- Mario Rizzi (1926–2012), Diplomat des Heiligen Stuhls und Apostolischer Nuntius in Bulgarien
- Moreno Capponcelli (* 1960), Bahnradsportler
- Marco Belinelli (* 1986), Basketballspieler
- Aleksandra Cotti (* 1988), Wasserballspielerin